# Stephanie Borgert

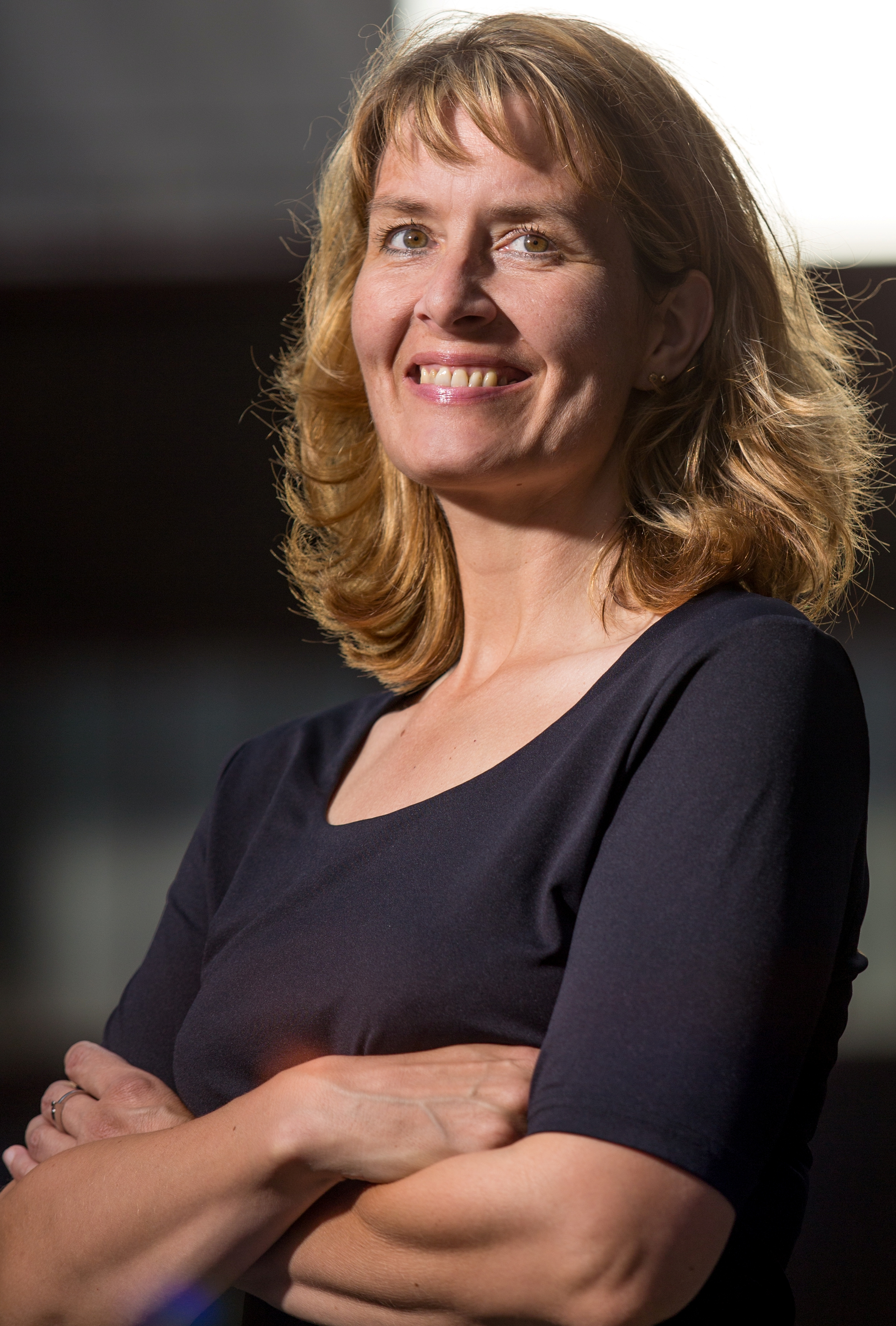
Stephanie Borgert (2013)

Stephanie Borgert (* 1969 in Dortmund) ist eine deutsche Ingenieur-Informatikerin, Management- und Organisationsberaterin, Fachbuchautorin und Vortragsrednerin. Ihre Kernthemen sind Komplexität, Künstliche Intelligenz und organisationale Resilienz.

## Werdegang
2007 gründete Borgert das Unternehmen denkSystem – Gesellschaft für holistisches Management in Münster und ist die Initiatorin der Denkschule für Komplexität. Als Autorin hat Stephanie Borgert zahlreiche deutschsprachige Bücher zu den Themen Komplexität und Red Teaming veröffentlicht. Ihr Buch Unkompliziert! stand seit seinem Erscheinen im Frühjahr 2018 fünf Mal auf der Bestsellerliste des manager magazin. 2018 wurde Unkompliziert! außerdem vom Handelsblatt in der Kategorie „Beste Wirtschaftsbücher von Frauen“ nominiert. Einige ihrer Bücher wurden ins Englische, Chinesische und Taiwanesische übersetzt.
Stephanie Borgert ist Entwicklerin und Eignerin des Modells der Hoch Adaptiven Projekte (H.A.P.), für das sie mit dem Coach & Trainer Award „Qualifiziertes Produkt 2014“ des Deutschen Verbands für Coaching und Training (dvct) ausgezeichnet wurde. Das H.A.P.-Modell verbindet die Konzepte der Systemtheorien, der Resilienz und der Hochzuverlässigkeitsorganisationen zu einem interdisziplinären Ansatz.

## Publikationen

### Bücher
- Holistisches Projektmanagement. Vom Umgang mit Menschen, Systemen und Veränderung. Springer Gabler, Berlin/Heidelberg 2012, ISBN 978-3-642-25701-8.
- Resilienz im Projektmanagement. Bitte anschnallen, Turbulenzen! Erfolgskonzepte adaptiver Projekte, Springer Gabler, Wiesbaden 2013, ISBN 978-3-658-00999-1.
- Die Irrtümer der Komplexität. Warum wir ein neues Management brauchen, Gabal Verlag, Offenbach 2015, ISBN 978-3-86936661-6.
- The Complexity Trap. Why We Need a New Management Approach. iUniverse Inc. 2017, ISBN 978-1532019524.
- Unkompliziert! Das Arbeitsbuch für komplexes Denken und Handeln in agilen Unternehmen, Gabal Verlag, Offenbach 2018, ISBN 978-3-86936826-9.
- Die kranke Organisation. Diagnosen und Behandlungsansätze für Unternehmen in Zeiten der Transformation, Gabal Verlag, Offenbach 2019, ISBN 978-3-86936900-6.
- mit Mark Lambertz: 30 Minuten Besser entscheiden mit Red Teaming, Gabal Verlag, Offenbach 2019, ISBN 978-3-86936947-1.
- Erfolg ist ein Mannschaftssport. Das Playbook für mehr Selbstorganisation im Unternehmen, Gabal Verlag, Offenbach 2021, ISBN 978-3-96739-032-2.
- Gemeinsam denken, wirksam verändern. Organisationaler Diskurs als Schlüssel zum Change, Vahlen Verlag, München 2024, ISBN 978-3800672950

### Artikel (Auswahl)
- Hör´mir doch mal zu. In: Computerwoche/IDG Expertennetzwerk. 10. Juli 2019
- Es geht nicht ohne Mensch. In: FR Gastwirtschaft. 10. Mai 2019
- Künstliche Intelligenz, Chance oder Supergau. (Interview) In: Ethik & Wirtschaft. 15. März 2019
- Mehr kritisches Denken, bitte. In: Computerwoche/IDG Expertennetzwerk. 13. Februar 2019
- Digitalisierung braucht neue Führung. (Interview) In: business on. 28. Januar 2019
- Künstliche Intelligenz? Keine Panik! In: B2B Wirtschaft. 201
- Neues Management braucht das Land. In: Capital. 2. August 2018
- Mythos Gläserne Decke. In: unternehmensdemokraten. 11. Juni 2018
- Das sagen wir hier so aber nicht. In: Impulse. 20. März 2017
- Die größten Denkfehler zur Digitalisierung. In: Haufe Personal. 31. Januar 2017
- Warum Agilität meist an den Führungskräften scheitert. In: HRmanager. 14. Dezember 2016
- Es könnte alles so einfach sein, isses aber nicht...  In: Handelsblatt. 16. November 2015
- Irgendwas ist immer – Machen Sie Ihre Projektorganisation H.A.P.P.I. In: projekt MANAGEMENT aktuell. 2013

## Engagement für Demokratie

### Haltung zeigen: Der Ordner
Nachdem Stephanie Borgert die Prozessakte ihres in den 1960er Jahren inhaftierten Großvaters SS-Offizier Walter Pohl erhielt, verarbeitete sie ihre Auseinandersetzung mit ihrer Familiengeschichte als einstündiges Bühnenstück. „Der Ordner“ wurde 2018 im Rahmen von 24h Münster erstmals aufgeführt. Regie: Carola von Seckendorff, Spiel: Stephanie Borgert, Hannes Demming, Cornelia Kupferschmid.

### Nazi or Resistance – The Legacy of Our Grandfathers
Der Großvater von Nora Hespers war Widerstandskämpfer, Stephanie Borgerts Großvater SS-Offizier und als Kriminalhauptkommissar Mitglied des Einsatzkommandos 6 der Einsatzgruppen der Sicherheitspolizei und des SD. Ihr Gespräch über die Parallelen der Geschichten dieser beiden Männer während des Zweiten Weltkriegs brachten Nora Hespers und Stephanie Borgert 2018 beim „Discover the unknown“ auf die Bühne.

## Belege
- Carina Kuntio: Das sind die besten Wirtschaftsbücher von Frauen. Handelsblatt. 9. Dezember 2018, abgerufen am 8. Oktober 2019.

| Personendaten    | Personendaten                                                                                                   |
| ---------------- | --- |
| NAME             | Borgert, Stephanie                                                                                              |
| KURZBESCHREIBUNG | deutsche Ingenieur-Informatikerin, Management- und Organisationsberaterin, Fachbuchautorin und Vortragsrednerin |
| GEBURTSDATUM     | 1969 |
| GEBURTSORT       | Dortmund |